# Abu Bakr Lawik al-Anuk
Abu Bakr Lawik al-Anuk (àrab: أبو بكر لويك, Abū Bakr Lawīk) fou senyor local de Gazni (Zabulistan) vers la meitat del segle x, de la dinastia hindú de xas Shahi. Enderrocat per Alptegin, un esclau turc yamínida (del grup yamini), el 962, a la seva mort (963) va recuperar el poder breument, però fou expulsat per Abu Ishak ben Alptegin amb l'ajut samànida (vers 964). La data de la seva mort no és coneguda però ja era mort el 977.